# GNU Rush
GNU Rush est un shell UNIX maintenu par le projet GNU et particulièrement adapté pour l'accès à distance à des sites web ou autres ressources limitées.
GNU Rush permet notamment l'exécution à distance de programmes en mode chroot, ce qui renforce la sécurité dans les scénarios très fréquents d'administration décentralisée.

## Caractéristiques techniques
GNU Rush inclut deux programmes pour visualiser les logs:
- rushwho qui fournit la liste des utilisateurs connectés.
- rushlast qui fournit un historique des accès.

GNU Rush permet également la notification automatique entre processus via des sockets UNIX ou un protocole internet.